# HOP CLUBの放課後ダイヤリー
HOP CLUBの放課後ダイヤリー（ホップクラブのほうかごダイヤリー）は、朝日放送ラジオ（ABCラジオ）で2001年4月6日から2004年9月25日（初期は金曜深夜=土曜未明1:00~1:30　2002年10月12日から土曜深夜=日曜未明3:00~3:30）まで放送されたバラエティー番組である。

## 番組概要
同番組はホリプロが関西から全国区のアイドルを育てようという趣旨のもとで結成したHOP CLUB（ホップクラブ）のメンバーが毎週勢ぞろいして、普段のタレント活動で見せない素顔のHOP CLUBの一面を覗かせるトークを展開する番組だった。番組の進行役はスポーツや音楽番組でおなじみのガッチこと小縣裕介アナが務めた。
| 朝日放送ラジオ（ABCラジオ） 金曜25:00枠              | 朝日放送ラジオ（ABCラジオ） 金曜25:00枠 | 朝日放送ラジオ（ABCラジオ） 金曜25:00枠 |
| 前番組                                               | 番組名                                  | 次番組                                  |
| ---------------------------------------------------- | --------------------------------------- | --------------------------------------- |
| 美人的成分～Beauty @ Contents～ 清水次郎、杉之原惠子 | HOP CLUBの放課後ダイヤリー              | モギタテ!MoGaラヂヲ                     |
| 朝日放送ラジオ（ABCラジオ） 土曜27:00枠              |                                         |                                         |
| Oops! DISC JAM                                       | HOP CLUBの放課後ダイヤリー              | りあるデルフィン                        |